# Conquest of Cheyenne
Conquest of Cheyenne (Brasil: A Luta pelo Ouro ) é um filme norte-americano de 1946, do gênero faroeste, dirigido por R. G. Springsteen e estrelado por Bill Elliott e Bobby Blake.

## Produção
Conquest of Cheyenne é o décimo-sexto da série de 23 filmes que a Republic Pictures produziu com o personagem Red Ryder, entre 1944 e 1947. É também o último protagonizado por Bill Elliott (como Wild Bill Elliott) e por Alice Fleming, que vivia Duchess (Duquesa no Brasil), a tia do herói. Mais precisamente, o filme é o último em que Alice recebeu créditos -- ela ainda teria uma pequena participação em Smash-Up: The Story of a Woman (1947), mas sem que seu nome aparecesse na tela.[carece de fontes?]
A série continuou até ao ano seguinte, com Allan 'Rocky' Lane no papel do cowboy. O sidekick Little Beaver (Filhote de Castor, Pequeno Castor ou Castorzinho no Brasil), no entanto, continuou a ser vivido por Bobby Blake (ou Bob Blake), mais tarde famoso por Baretta, a cultuada série de TV.[carece de fontes?]

## Sinopse
Com a descoberta de petróleo no rancho de Cheyenne Jackson, o banqueiro Tuttle resolve comprar todas as terras ao redor, a preço vil. Contudo, Red Ryder interpõe-se em seu caminho.

## Elenco
| Ator/Atriz        | Personagem       |
| ----------------- | ---------------- |
| Wild Bill Elliott | Red Ryder        |
| Bobby Blake       | Little Beaver    |
| Alice Fleming     | Duchess          |
| Peggy Stewart     | Cheyenne Jackson |
| Jay Kirby         | Tom Dean         |
| Milton Kibbee     | Tutlle           |
| Tom London        | Xerife           |
| Emmett Lynn       | Daffy            |
| Kenne Duncan      | Geólogo McBride  |